# Жилоне
Жилоне (фр. Gillonnay) насеље је и општина у источној Француској у региону Рона-Алпи, у департману Изер која припада префектури Вјен.
По подацима из 2011. године у општини је живело 977 становника, а густина насељености је износила 68,37 становника/km². Општина се простире на површини од 14,29 km². Налази се на средњој надморској висини од 380 метара (максималној 633 m, а минималној 346 m).

## Демографија
| 1962. | 1968. | 1975. | 1982. | 1990. | 1999. | 2011. |
| ----- | ----- | ----- | ----- | ----- | ----- | ----- |
| 507   | 541   | 564   | 656   | 704   | 825   | 977   |

График промене броја становника у току последњих година